# Richard Roepell

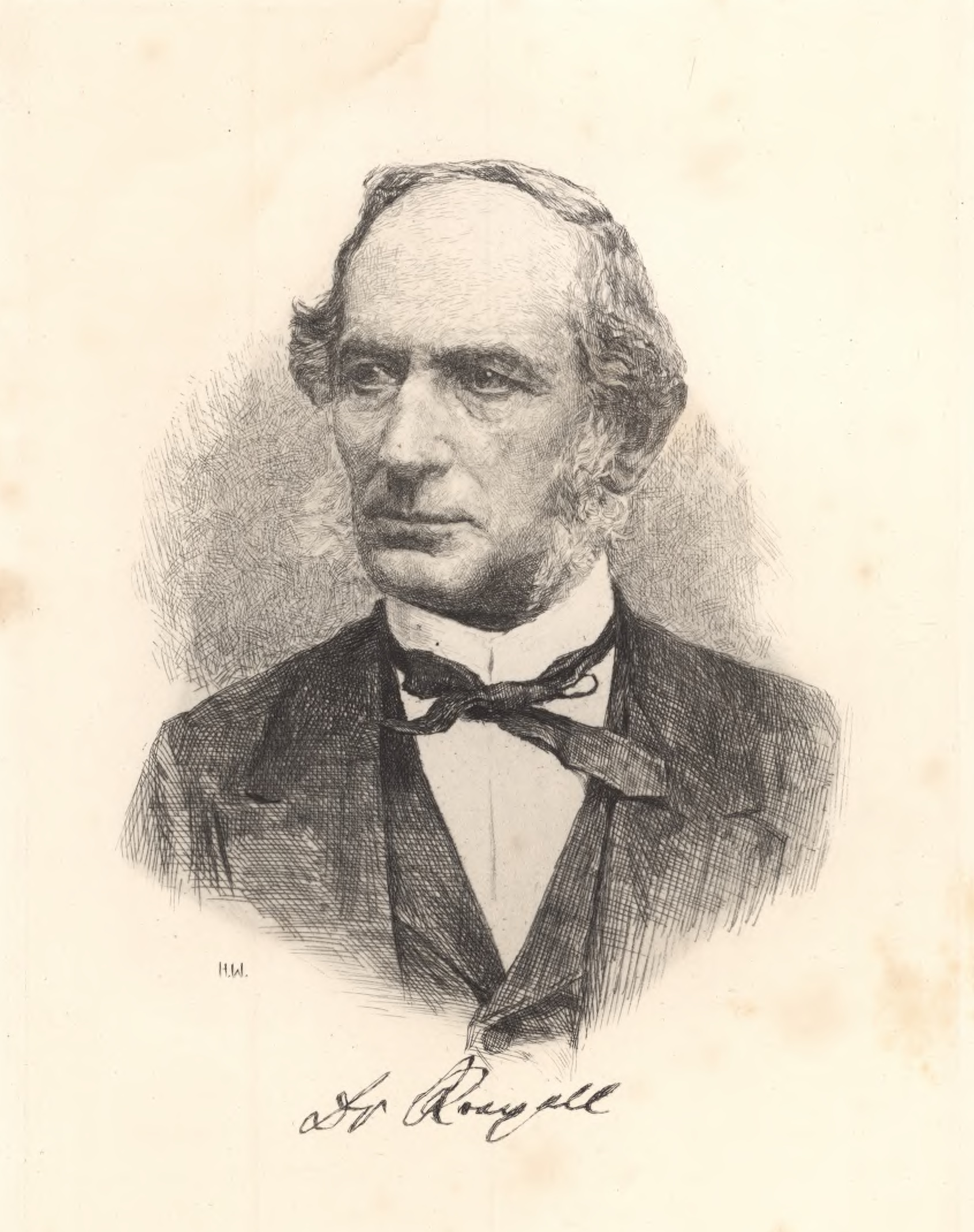
Richard Roepell (1808–1893)

Richard Roepell (* 4. November 1808 in Danzig; † 4. November 1893 in Breslau) war ein deutscher Historiker und Politiker. Er wirkte über 52 Jahre in Breslau. Berühmt ist seine umfangreiche Geschichte Polens.

## Leben
Richard Roepell wurde als Sohn eines Danziger Rechtsanwalts geboren und evangelisch getauft. Er studierte an der Friedrichs-Universität Halle und kurze Zeit an der Friedrich-Wilhelms-Universität Berlin. Während seines Studiums wurde er 1830 Mitglied der Alten Halleschen Burschenschaft Germania und 1832 des Kränzchenvereins Berlin. Seit 1832 war er Mitglied des Corps Saxonia Halle. 1834 wurde er in Halle zum Dr. phil. promoviert.

### Halle
Noch im selben Jahr habilitierte er sich. Auf Empfehlung seines Lehrers Heinrich Leo erhielt er den Auftrag, für die Perthesche Sammlung der Geschichte der europäischen Staaten eine Geschichte Polens zu verfassen; denn eine brauchbare deutschsprachige Zusammenfassung gab es noch nicht. Roepell erlernte die polnische Sprache und ergänzte auf Reisen nach Danzig und Polen das vorhandene Urkundenmaterial. In seiner 1840 erschienenen Geschichte Polens, Erster Theil, die den Zeitraum 850 bis 1300 des Mittelalters abdeckt und der er im Hinblick auf das durch die drei polnischen Teilungen belastete deutsch-polnische politische Verhältnis das Leitmotiv vorangestellt hatte: Die Wahrheit allein macht frei, bewahrte er eine völlig unparteiische Haltung. Es gelang ihm darin sehr gut, einerseits die Abwehrstellung des geschlossenen polnischen Adels und der Kirche im mittelalterlichen Polen gegen den deutschen Einfluss darzustellen, andererseits aber auch die starke Wirkung der deutschen Kultur auf Polen um diese Zeit herauszuarbeiten. Er nannte sich einen Schüler Leopold von Rankes und stand mit allen namhaften deutschen Historikern in freundschaftlicher Beziehung. Seine Geschichte Polens wurde später von Jacob Caro fortgesetzt.

### Breslau
1841 folgte er dem Ruf der Königlichen Universität Breslau auf ein Extraordinariat. „Mangels einer Hochschule zu Posen war Breslau einer der Sammelplätze für wissenschaftlich strebsame preußische Polen“ (ADB). Nach Gustav Stenzels Tod wurde er 1855 ordentlicher Professor und Lehrstuhlinhaber für Geschichte. Für die akademischen Jahre 1867/68 und 1883/84 wurde zum Rektor der Universität gewählt. Er starb an seinem 85. Geburtstag.

## Mitgliedschaften
- Schlesische Gesellschaft für vaterländische Kultur
- Korrespondierendes Mitglied der Gesellschaft für Geschichte und Altertumskunde der Ostseeprovinzen Russlands (1847)
- Korrespondierendes Mitglied der Bayerischen Akademie der Wissenschaften
- Ehrenmitglied der Oberlausitzischen Gesellschaft der Wissenschaften
- Ehrenmitglied der Historischen Gesellschaft für die Provinz Posen
- Ehrenmitglied der Historischen Section der Mährisch-Schlesischen Gesellschaft in Brünn

## Politik
Nach eigenem Bekunden war Roepell lange Zeit recht unpolitisch gewesen. Er wurde dann jedoch in die politischen Diskussionen des Vormärz hineingezogen und schloss sich nach einiger Zeit dem radikalen Kreis der Junghegelianer (Ernst Theodor Echtermeyer, Arnold Ruge) an. Er hielt öffentliche Reden über die neueste Geschichte. Seinen endgültigen politischen Standort fand der schließlich bei den Nationalliberalen. Die Festigkeit seines Charakters wurde von Gustav Freytag gerühmt. 1850 wurde er in das Erfurter Parlament gewählt, 1861 in das Preußische Abgeordnetenhaus, dem er mit Unterbrechungen bis 1877 angehörte. Roepell trug mit zum Neuaufschwung der Turnbewegung in der Mitte des 19. Jahrhunderts bei. Auch wurde er 1877 Vertreter der Universität Breslau im Preußischen Herrenhaus. 1867 saß er im ersten Reichstag (Norddeutscher Bund). In Breslau wirkte er jahrzehntelang als Stadtverordneter.

## Familie
Roepell war verheiratet mit Henriette Magdalena geb. Geysmer, genannt Hella (* 21. April 1820 in Warschau; † 16. Januar 1857 in Breslau). Er hatte sie noch als Privatdozent geheiratet und früh verloren. Aus der Ehe waren mindestens drei Kinder hervorgegangen. Eine Tochter, das letzte der Kinder, starb kurz nach ihrer Geburt 1857. Sein Sohn Richard Roepell fiel am 31. August 1870 im Schlacht bei Colombey im Deutsch-Französischen Krieg. Sein zweiter Sohn, Max Gerhard Roepell (1841–1903), wurde Königlich-Preußischer Eisenbahnpräsident.

## Veröffentlichungen (Auswahl)
- „Die Grafen von Habsburg“ Eine von der Universität zu Halle gekrönte Abhandlung über Genealogie und Besitzungen dieses Geschlechts bis zur Thronbesteigung Rudolfs im Jahr 1273. Schwetschke und Sohn, Halle 1832.
- Der erste Kampf der Franzosen und Engländer in Ostindien. In: Historisches Taschenbuch. Mit Beiträgen von Barthold, Böttiger, Raumer, Roepell, Varnhagen von Ense, hrsg. v. Friedrich von Raumer. Siebenter Jahrgang. Leipzig, Brockhaus 1836.
- Geschichte Polens, Erster Teil. Hamburg 1840 (Digitalisat). (In der Folge des ersten Bandes verfassten Jacob Caro vier weitere und Ezechiel Zivier einen weiteren Band. Die insgesamt sechs Bände erfassen zusammen die Geschichte Polens bis zum Jahr 1572).
- Der Verrath Wallenstein’s an Kaiser Ferdinand II. In: Historisches Taschenbuch, Neue Folge 6. Jahrgang, F. A. Brockhaus, Leipzig 1845, S. 239–309.
- Geschichte. Preußen in den Jahren 1806–1807. Ein Tagebuch. Nebst einem Anhange verschiedener in den Jahren 1806–1809 verfasster politischer Denkschriften. 8. VI u. 365 S. v. Zabern. Mainz 1845; In: Allgemeine Literatur-Zeitung, Halle, Jg. 1845, November 1845, Nr. 248, S. 793–800 – Nr. 249, S. 801–808 – Nr. 250, 809–816 und Nr. 252, S. 823–824.
- Die Polnische Frage (Leitartikel in zwei Teilen). In: Deutsche Zeitung, Nr. 111 und Nr. 112, 19. und 20. Oktober 1847.
- Zur Geschichte der ersten Einrichtung der heutigen Provinzialstände Schlesiens. Publikationen der Schlesischen Gesellschaft für vaterländische Kultur, 1847.
- Beiträge zur neueren Geschichte Preußens. Zur inneren Geschichte Preußens in den Jahren 1811–1812. Übersicht der Arbeiten und Veränderungen der Schlesischen Gesellschaft für vaterländische Kultur im Jahre 1847. Breslau 1848, S. 339–360.
- Die orientalische Frage in ihrer geschichtlichen Entwicklung 1774–1830. Verlag von Trewendt & Granier, Breslau 1854.
- (Hrsg.) „Chronica domus Sarensis“. Aus der Handschrift herausgegeben und erläutert, Trewendt & Granier, Breslau 1854.
- Schlesien’s Verhalten zur Zeit der böhmischen Unruhen. März bis Juli 1618. Reimann. Breslau, Druck von Robert Nischkowsky.
- Das Verhalten Schlesiens zur Zeit der böhmischen Unruhen. März bis Juli 1618. In: Zeitschrift des Vereins für Geschichte und Alterthum Schlesiens. Bd. 1, 1856, S. 1–32.
- (zus. mit Ludwig Oelsner) Der Hof Heinrichs V. von Breslau. Berichtigung zu Klose, Von Breslau I, 578. In: Zeitschrift des Vereins für Geschichte und Alterthum Schlesiens. Bd. 1, 1856, S. 145–149.
- (zus. mit Ludwig Oelsner) Die erste Lotterie in Breslau. In: Zeitschrift des Vereins für Geschichte und Alterthum Schlesiens. Bd. 1, 1856, S. 150–151.
- Drei päpstliche Schreiben in Angelegenheiten des Bisthums Breslau. In: Zeitschrift des Vereins für Geschichte und Alterthum Schlesiens, Bd. 1, 1856, S. 190–199.
- Annales Grussaviensis 1230–1306. In: Zeitschrift des Vereins für Geschichte und Alterthum Schlesiens, Bd. 1, 1856, S. 200–212.
- Über die Verbreitung des Magdeburger Stadtrechts im Gebiet des alten polnischen Reiches ostwärts der Weichsel (= Abhandlungen der historisch-philosophischen Gesellschaft in Breslau), Breslau 1858, S. 241–301.
- Geschichtliche Darstellung der von dem Comité Générale des Departements von Breslau und Oberschlesien geführten Geschäfte, d.d. Breslau, am 15ten Januar 1810. In: Zeitschrift des Vereins für Geschichte und Alterthum Schlesiens, Bd. 2, 1859, S. 91–166.
- Zur Quellenkunde der schlesischen Geschichte. 1. Benedicts von Posen Chronik der Herzöge von Schlesien. In: Zeitschrift des Vereins für Geschichte und Alterthum Schlesiens, Bd. 2, 1859, S. 402–417.
- Zur Quellenkunde der schlesischen Geschichte. 2. J. Gregor Göbels handschriftliche Glätzer Chronik. In: Zeitschrift des Vereins für Geschichte und Alterthum Schlesiens, Bd. 2, 1859, S. 418–421.
- Zur Geschichte der Stiftung der Königlichen Universität zu Breslau. Im Auftrage des Senats der Universität. Breslau 1861 – anlässlich der 150-Jahr-Feier der Breslauer Universität.
- (Hrsg.) Annales Silesiae et Poloniae (= Monumenta Germaniae Historica, XII), Annales Poloniae. Herausgegeben von Wilhelm Arndt und Richard Roepell. 1866.
- Ueber die Idee der Einheit Deutschlands in der 2. Hälfte des 16. Jahrhunderts. In: Schlesische Provinzialblatter. Neue Folge. Bd. 6, Breslau 1867, S. 13–18.
- Fürst Radziwill, genannt „Herrchen, liebes“. Aus den „Erinnerungen des Herrn Sewerin Soplica, des Schenken von Pernau (Paris 1839)“; übersetzt und herausgegeben von R. Roepell. In: Historische Zeitschrift, 30. Bd., Jahrgang 1873, S. 305–323.
- Zur Geschichte der Folgen des Vaticanischen Concils. In: Historische Zeitschrift, 30. Bd., München 1873, Jahrgang 1873, S. 324–346.
- Polen um die Mitte des 18. Jahrhunderts. Friedrich Andreas Perthes. Gotha 1876 – Gewidmet der Akademie der Wissenschaften in Krakau. (Digitalisat und Volltext im Deutschen Textarchiv).
- Theophan Leontowitsch. Abt des Klosters der rechtgläubigen Basylianer in Wilna. In: Historische Zeitschrift, Bd. 35, Jahrgang 1876, S. 64–88.
- Repnin und die Czartoryski, 1794–1797. In: Preußische Jahrbücher, 41. Bd., Fünftes Heft, Jg. 1878, S. 485–506.
- Karl Wenceslaus von Rotteck: Rede zum Antritt des Rectorats der Universität Breslau am 15 October 1883, bei Koebner, Breslau 1883, 32 S. (Würdigung von Rottecks und der süddeutschen Frühliberalen).
- Der Empfang der Königinn Louise Marie von Polen in Danzig 1646. In: Zeitschrift des Westpreußischen Geschichtsvereins, Jahrgang 1888, Heft XXII, Danzig 1887, S. 1–30 (Google Books).
- J.J. Rousseaus Betrachtungen über die Polnische Verfassung. In: Zeitschrift der Historischen Gesellschaft für die Provinz Posen, 3. Jg., 1887/88; 2. Heft 1887, S. 129–150 (Digitalisat).
- Zur Genesis der Verfassung Polens vom 3. Mai 1791. In: Historische Zeitschrift, 66. Bd. Neue Folge 30. Band. Jg. 1891, S. 1–52 (Roepells letzte Schrift gedenkt zum 100sten Jahrestag der ersten europäischen Verfassung).
- Das Interregnum. Wahl und Krönung des Stanislaw August Poniatowski (1. Teil von 2). In: Zeitschrift der Historischen Gesellschaft für die Provinz Posen, 6. Jg., 1891, S. 255–342 (Digitalisat).
- Das Interregnum. Wahl und Krönung des Stanislaw August Poniatowski (2. Teil von 2). In: Zeitschrift der Historischen Gesellschaft für die Provinz Posen, 7. Jg., 1892, S. 1–86 (Digitalisat).